# Łeba
Łeba (kašubsky Łeba, Leba, německy Leba) je přístavní město u Baltského moře v severním Polsku v Pomořském vojvodství v okrese Lębork. Městem protékají řeky Łeba a Chełst. V letech 1975–1998 patřilo administrativně do dnes již neexistujícího Słupského vojvodství. V roce 2024 zde žilo 3 029 obyvatel.
Centrum města je hojně navštěvováno turisty, přístav je tvořen vodním kanálem. Město se nachází mezi jezery Łebsko a Sarbsko. Asi 5 km od Łeby se nachází Slovinský národní park, který se vyznačuje písečnými dunami - polská poušť a starou raketovou základnou.

## Charakteristika
Łeba disponuje dvěma velkými plážemi a rozsáhlým městským centrem. Ve městě se hojně využívá elektrodopravy, reprezentované elektrickými miniautobusy (melex), které fungují jako taxíky 24h denně a za několik zlotých spojují bydlení s centrem a plážemi. V okolí roste mnoho turistických atrakcí, např. Leba park a největší turistickou atrakcí je Slovinský národní park.[zdroj?]

## Galerie

Mapa města
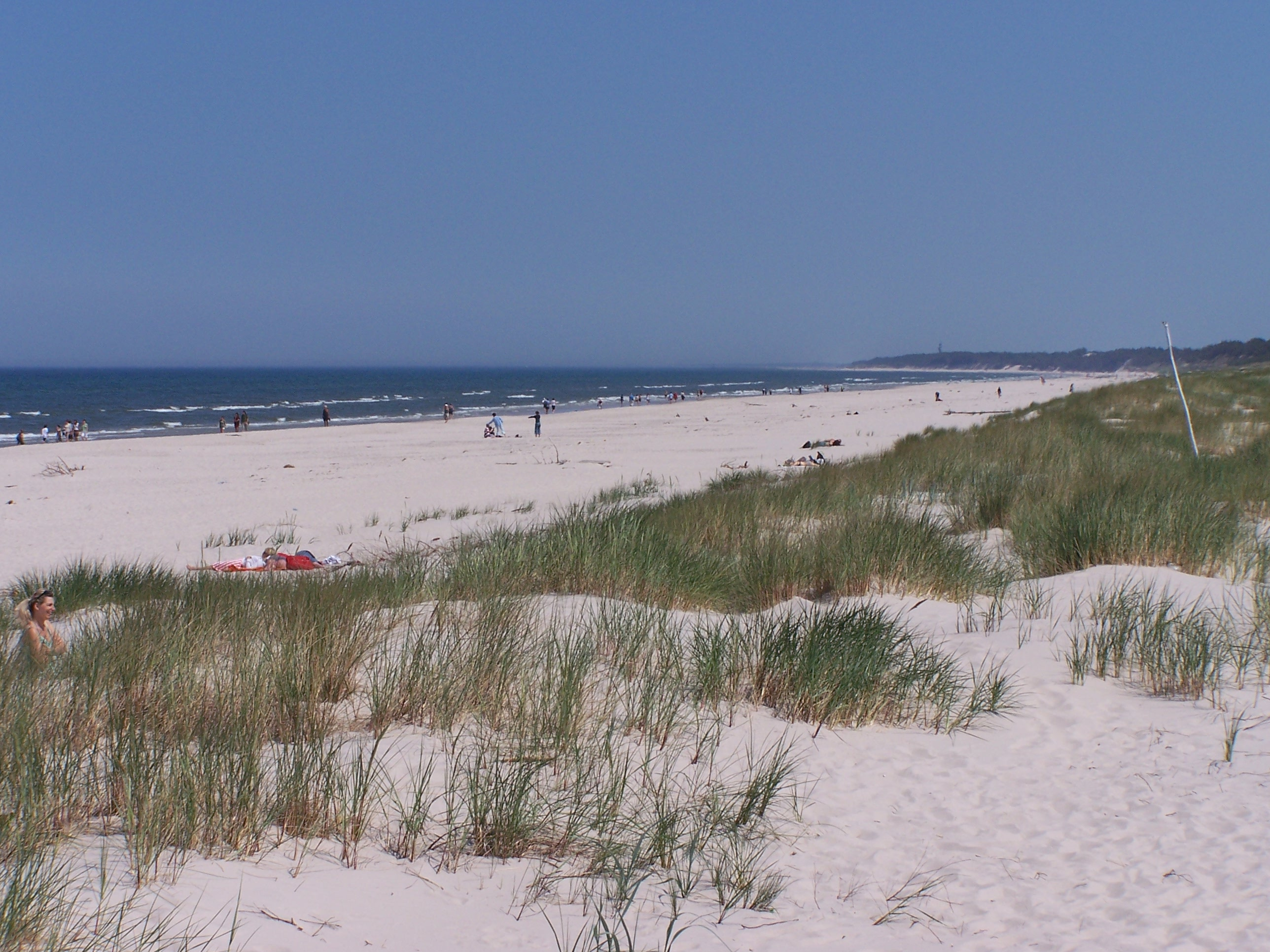

- [[Slovinský národní park]]
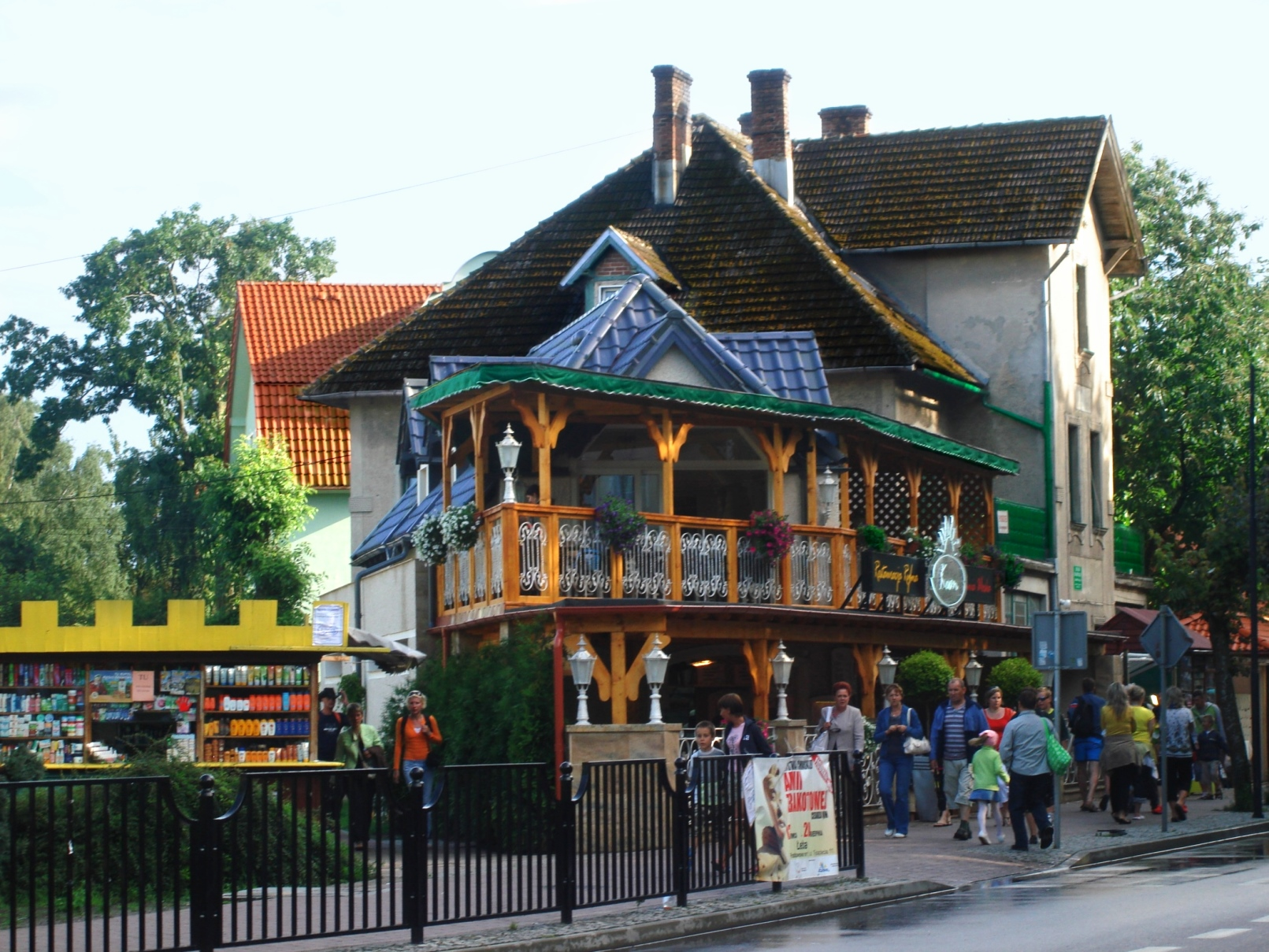
Domy ve městě
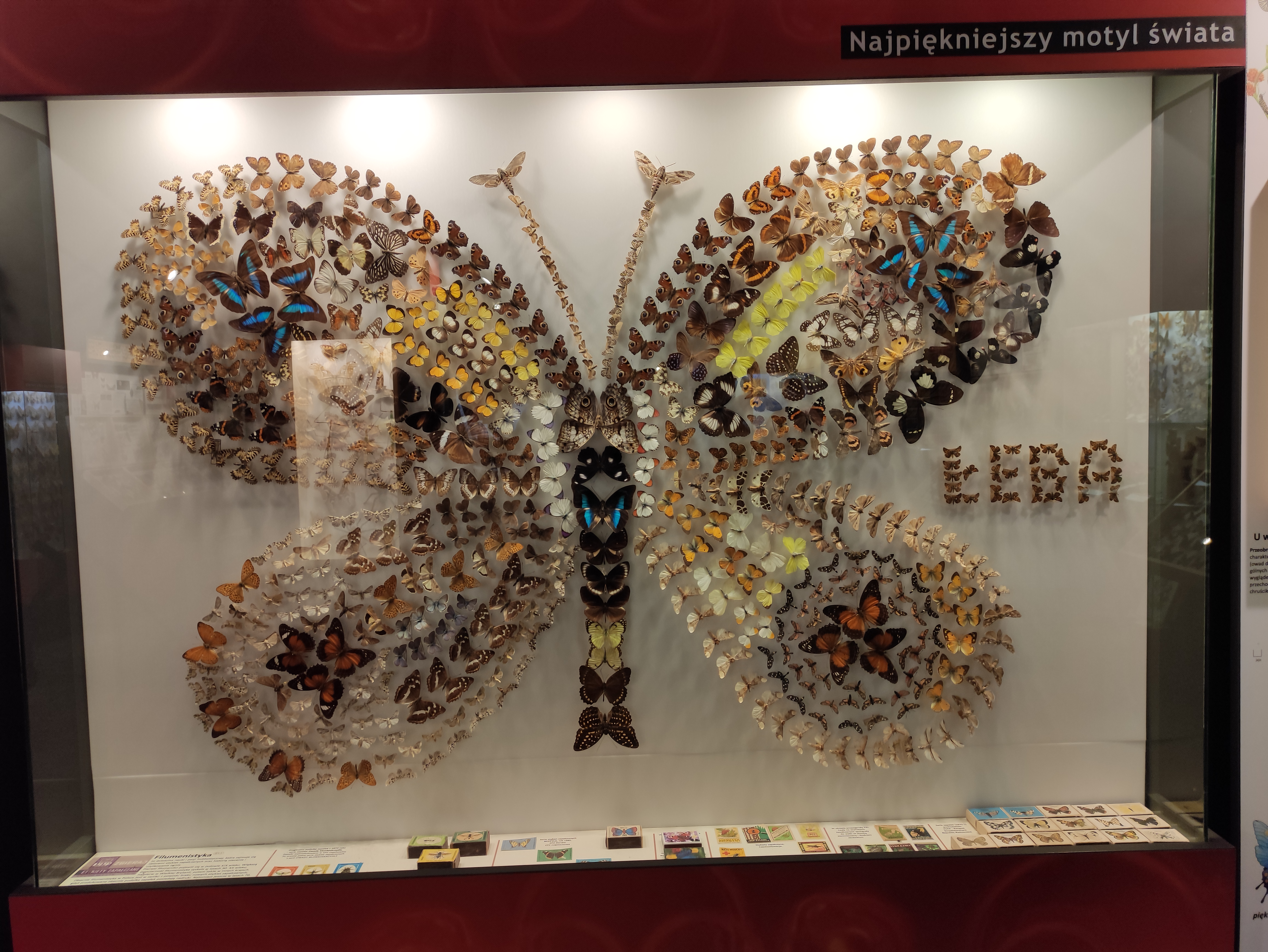
Muzeum motýlů v Łebě
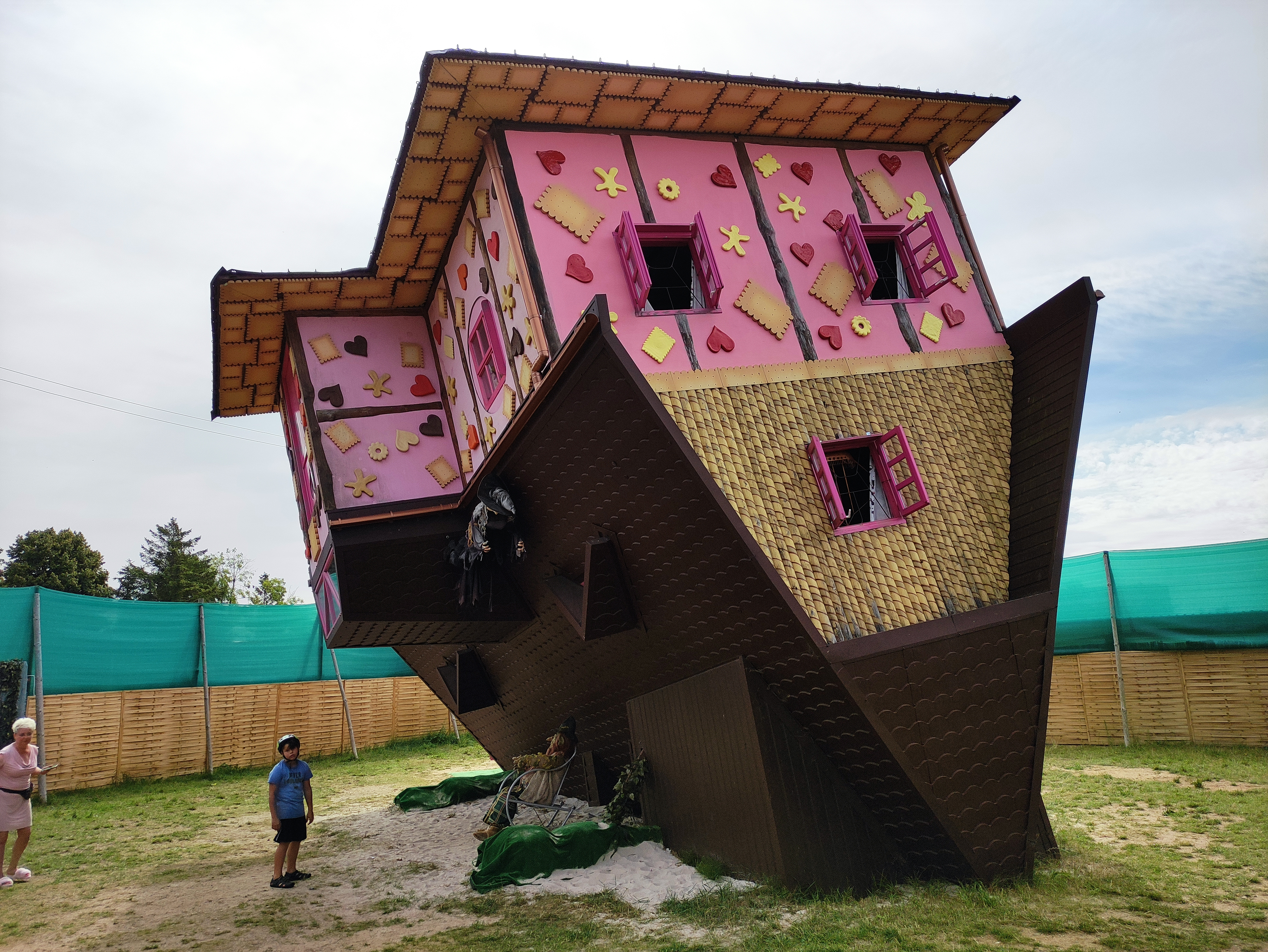
Dom do Góry Nogami
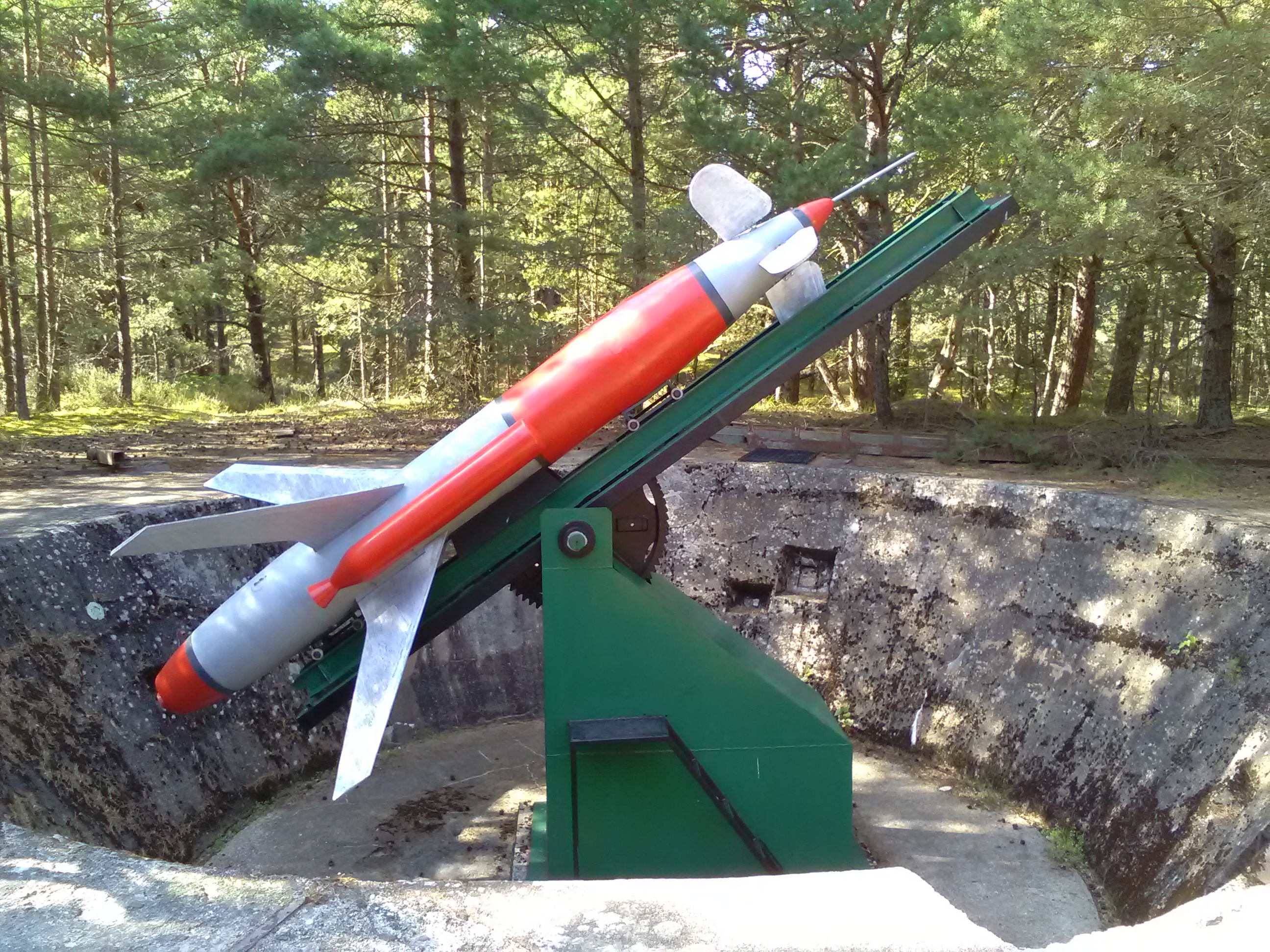
Muzeum odpaliště raket v Rąbce
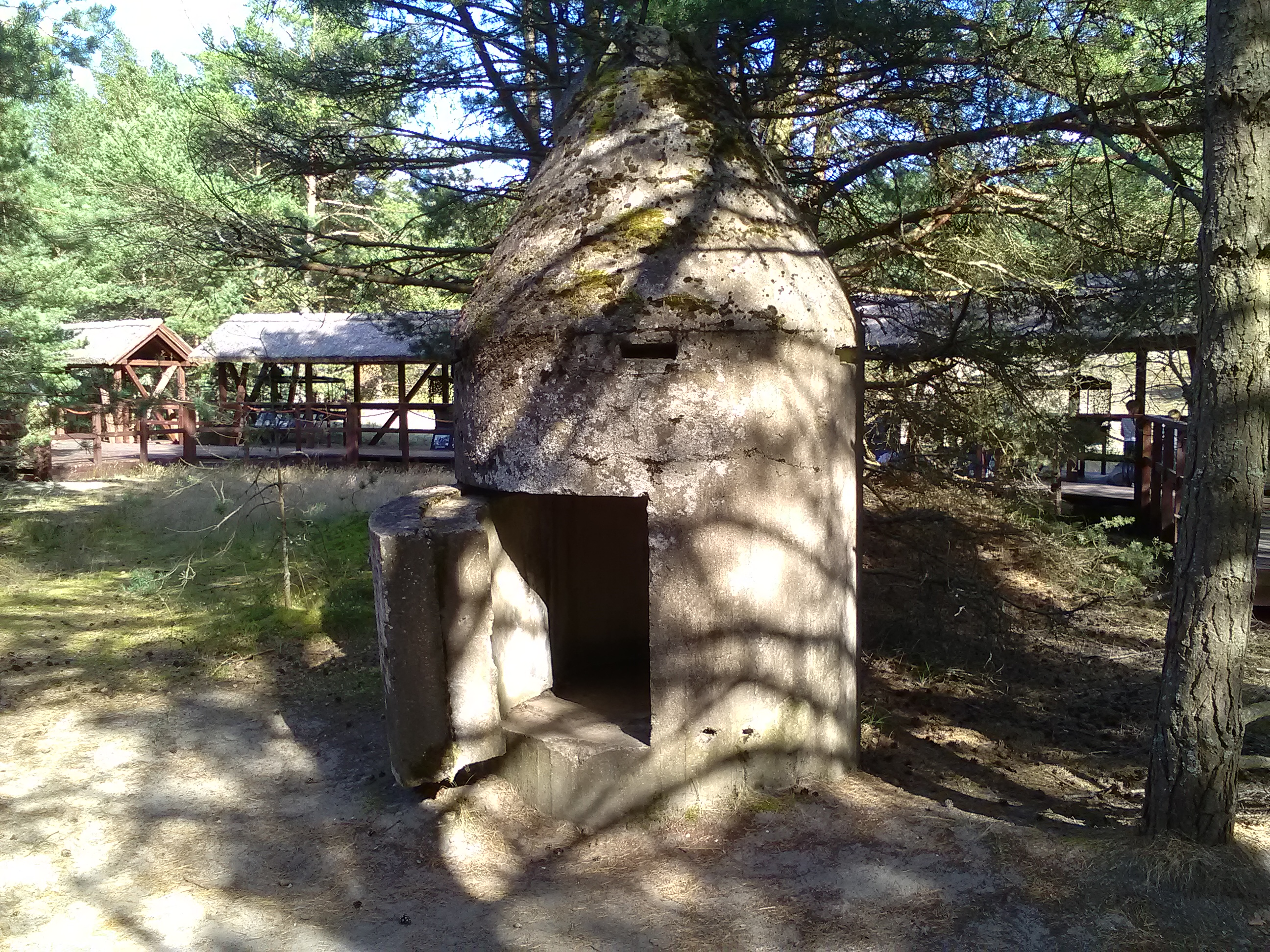
Muzeum odpaliště raket v Rąbce
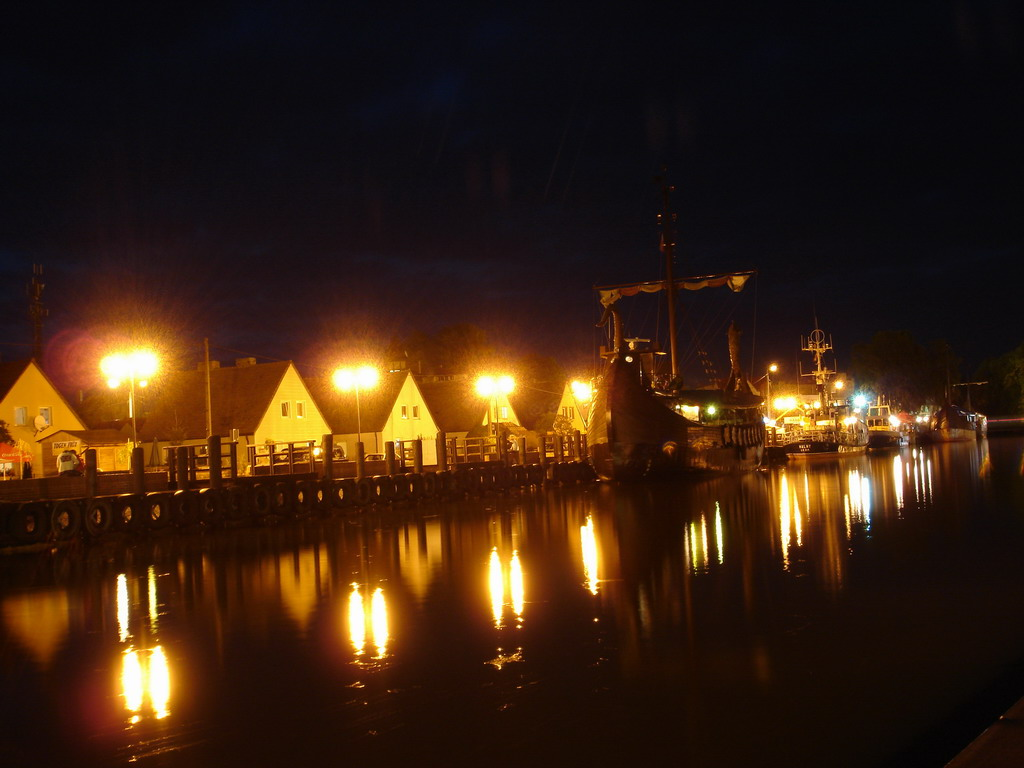
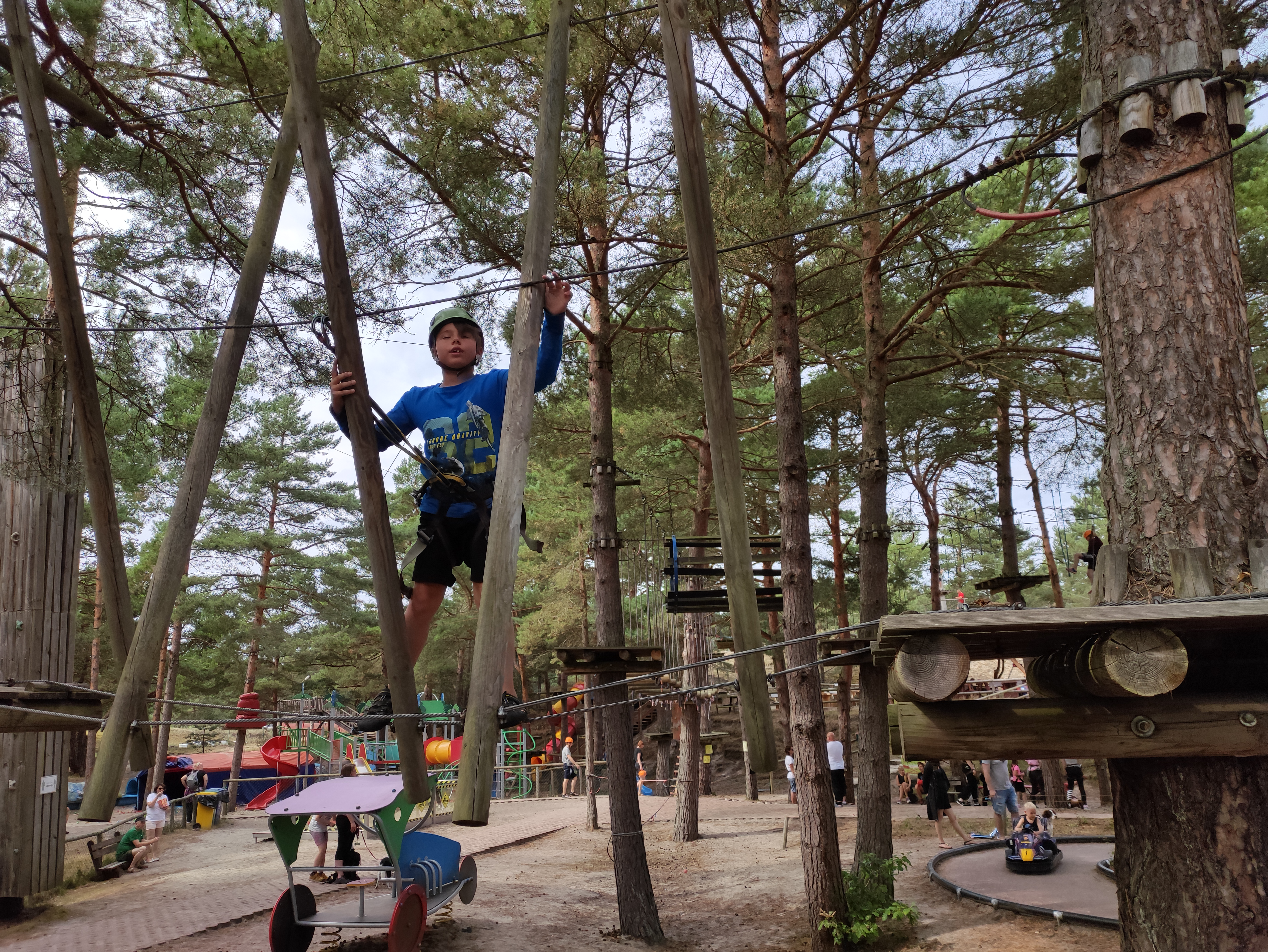
Power Park Łeba
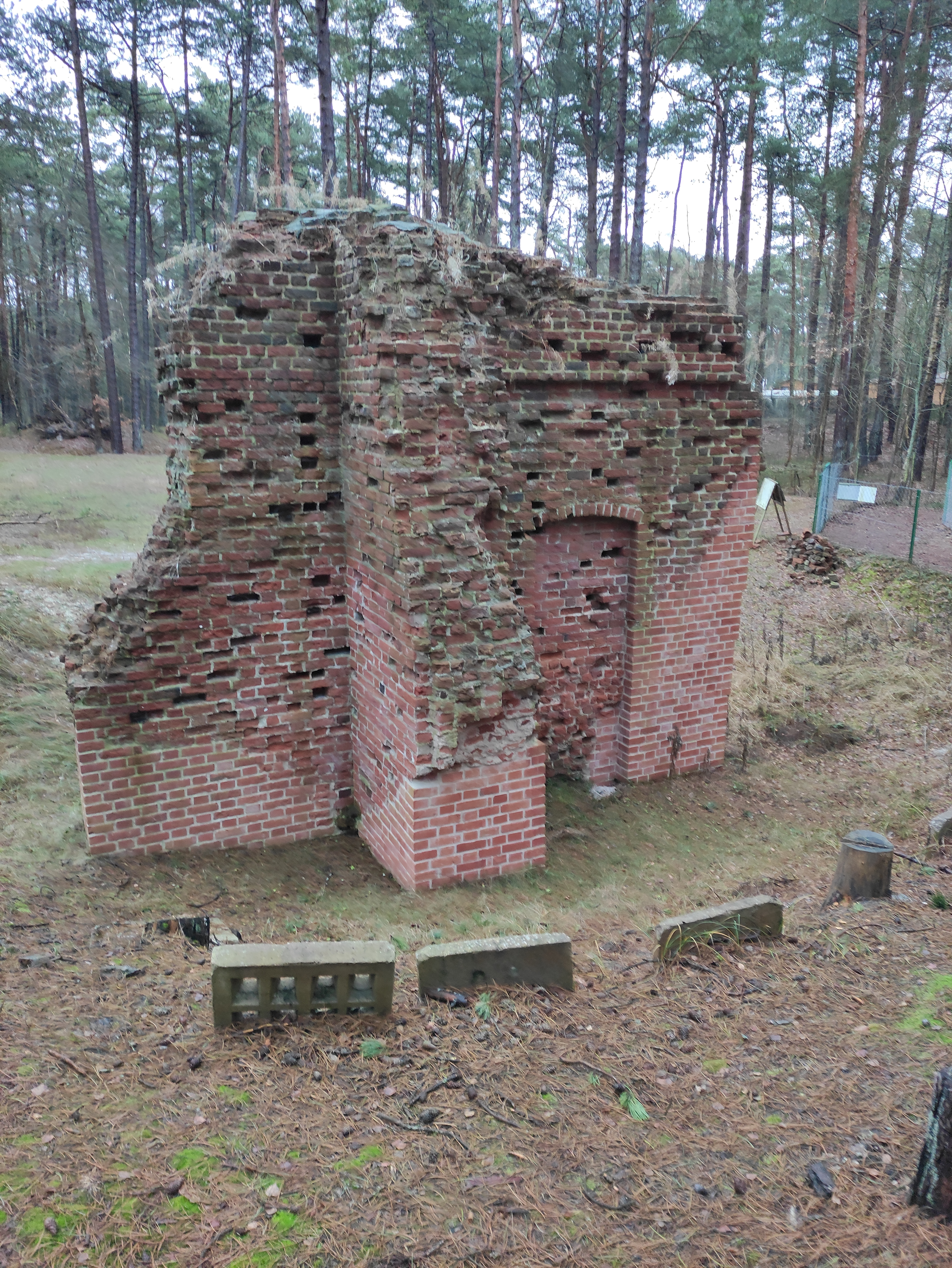
Ruiny kostela świętego Mikołaja
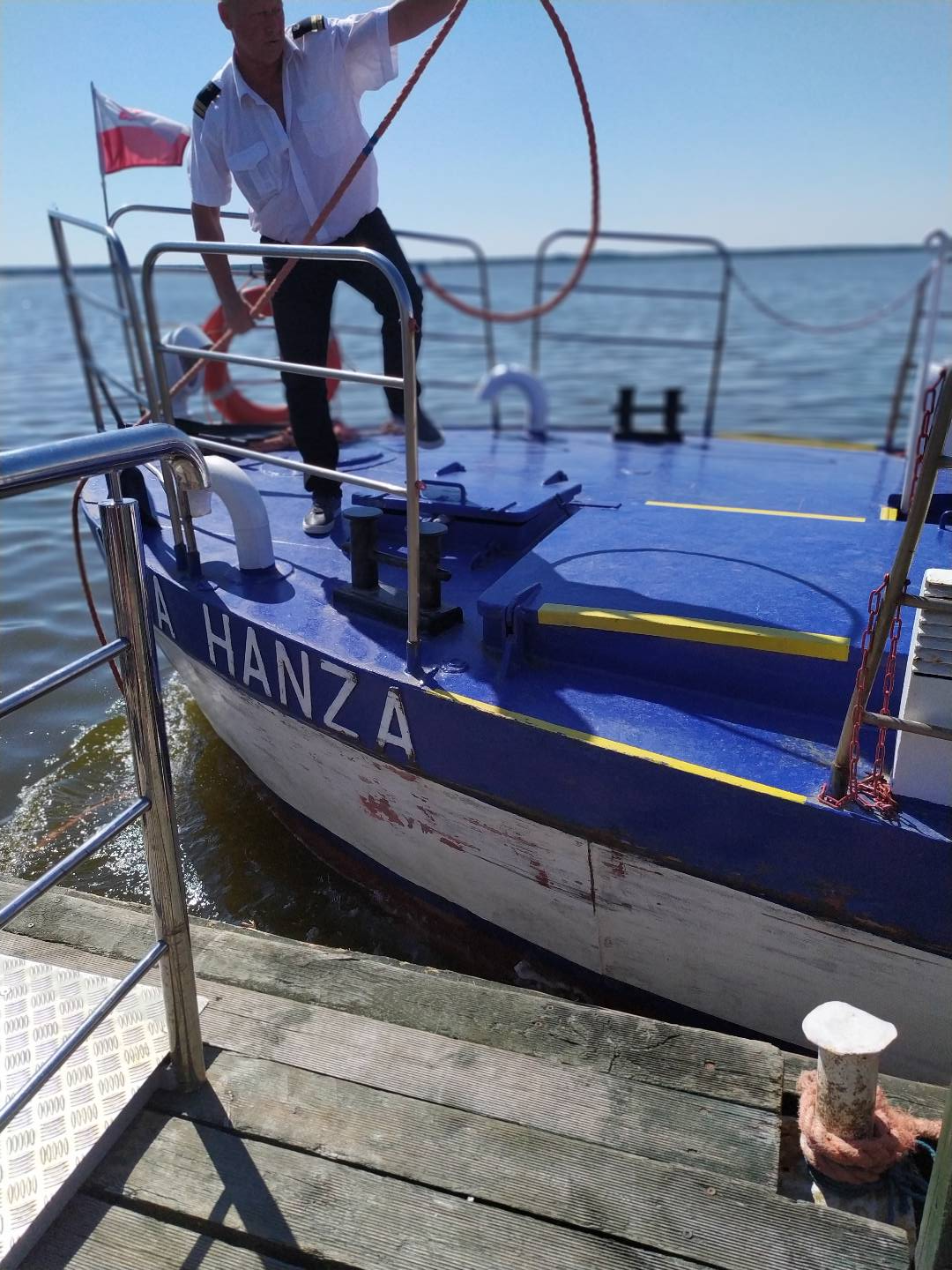
Lodní doprava v letní sezóně na jezeře Łebsko